# Yagba Est
Yagba Est est une zone de gouvernement local de l'État de Kogi au Nigeria,.

## Source
- (en) Cet article est partiellement ou en totalité issu de l’article de Wikipédia en anglais intitulé « Yagba East » (voir la liste des auteurs).